# Чо Хён У
Чо Хён У (кор. 조현우; род. 25 сентября 1991, Сеул) — южнокорейский футболист, вратарь клуба «Ульсан Хёндэ» и национальной сборной Южной Кореи.

## Клубная карьера
Родился 25 сентября 1991 года в городе Сеул. Карьеру футболиста начал выступлениями за юношескую команду университета Сонмун.
Во взрослом футболе дебютировал в 2013 году выступлениями за команду «Тэгу», цвета которой защищает и на сегодняшний день. В 2017 году был признан лучшим вратарём сезона в Кей-лиге.

## Карьера в сборной
В 2017 году дебютировал в официальных матчах в составе национальной сборной Южной Кореи. В этом же году выиграл в составе сборной Кубок Восточной Азии.
В составе сборной был участником чемпионата мира 2018 года в России.